# ZNF575
ZNF575 (англ. Zinc finger protein 575) – білок, який кодується однойменним геном, розташованим у людей на довгому плечі 19-ї хромосоми. Довжина поліпептидного ланцюга білка становить 245 амінокислот, а молекулярна маса — 26 763.
| 10         |  | 20         |  | 30         |  | 40         |  | 50         |
| ---------- |  | ---------- |  | ---------- |  | ---------- |  | ---------- |
| MLERGAESAA |  | GATDPSPTGK |  | EPVTKEAPHQ |  | GPPQKPSQSA |  | PGPTASAGSP |
| PRPRRRPPPQ |  | RPHRCPDCDK |  | AFSYPSKLAT |  | HRLAHGGARP |  | HPCPDCPKAF |
| SYPSKLAAHR |  | LTHSGARPHP |  | CPHCPKSFGH |  | RSKLAAHLWT |  | HAPTRPYPCP |
| DCPKSFCYPS |  | KLAAHRHTHH |  | ATDARPYPCP |  | HCPKAFSFPS |  | KLAAHRLCHD |
| PPTAPGSQAT |  | AWHRCSSCGQ |  | AFGQRRLLLL |  | HQRSHHQVEH |  | KGERD      |

A: Аланін

C: Цистеїн

D: Аспарагінова кислота

E: Глутамінова кислота

F: Фенілаланін

G: Гліцин

H: Гістидин

K: Лізин

L: Лейцин

M: Метіонін

P: Пролін

Q: Глутамін

R: Аргінін

S: Серин

T: Треонін

V: Валін

W: Триптофан

Задіяний у таких біологічних процесах, як транскрипція, регуляція транскрипції. 
Білок має сайт для зв'язування з іонами металів, іоном цинку, ДНК. 
Локалізований у ядрі.